# Orienthagtorn
Orienthagtorn (Crataegus chlorosarca) är en rosväxtart som beskrevs av Carl Maximowicz. Arten  ingår i Hagtornssläktet som ingår i familjen rosväxter. Inga underarter finns listade i Catalogue of Life.

## Bildgalleri

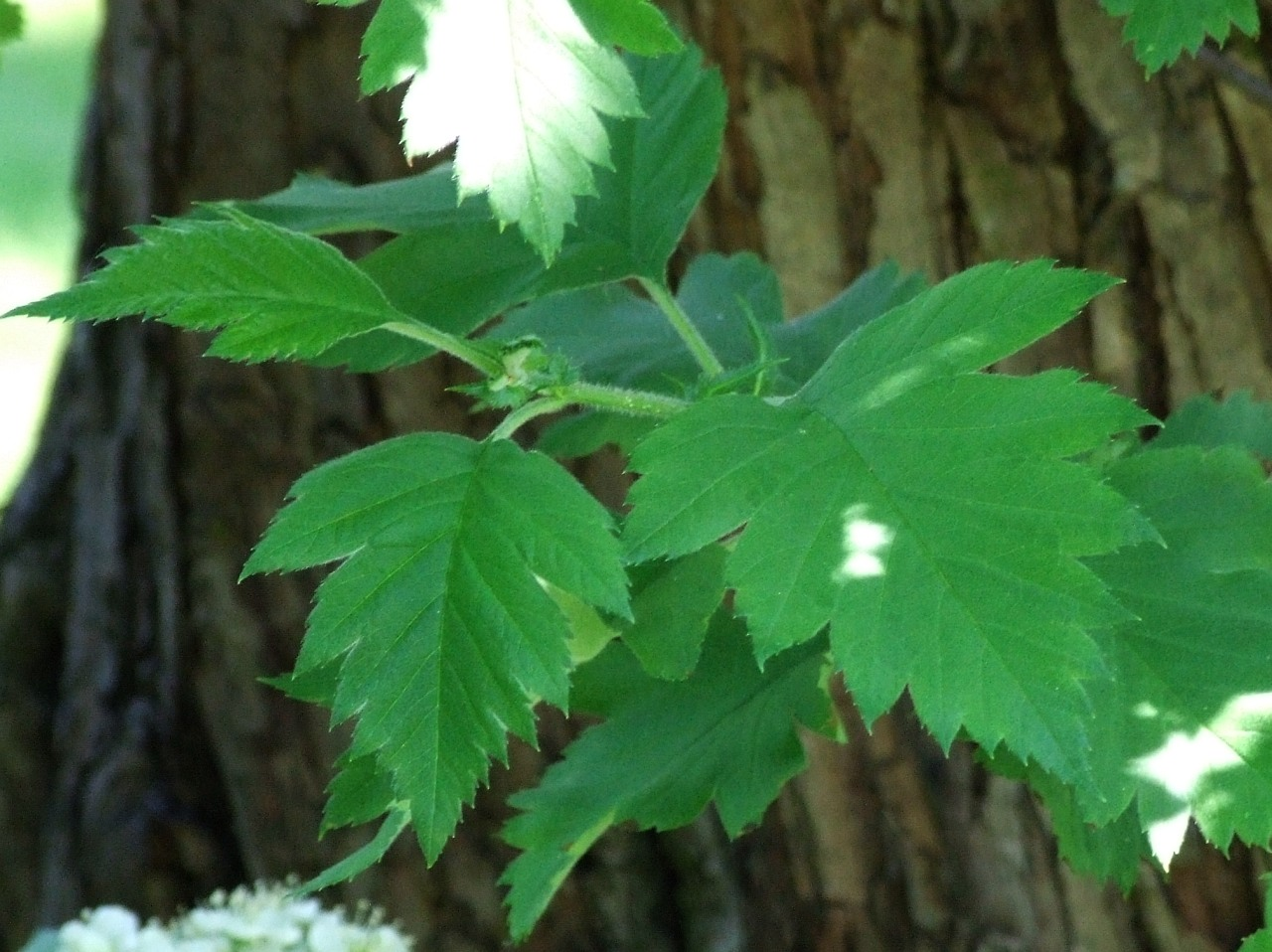
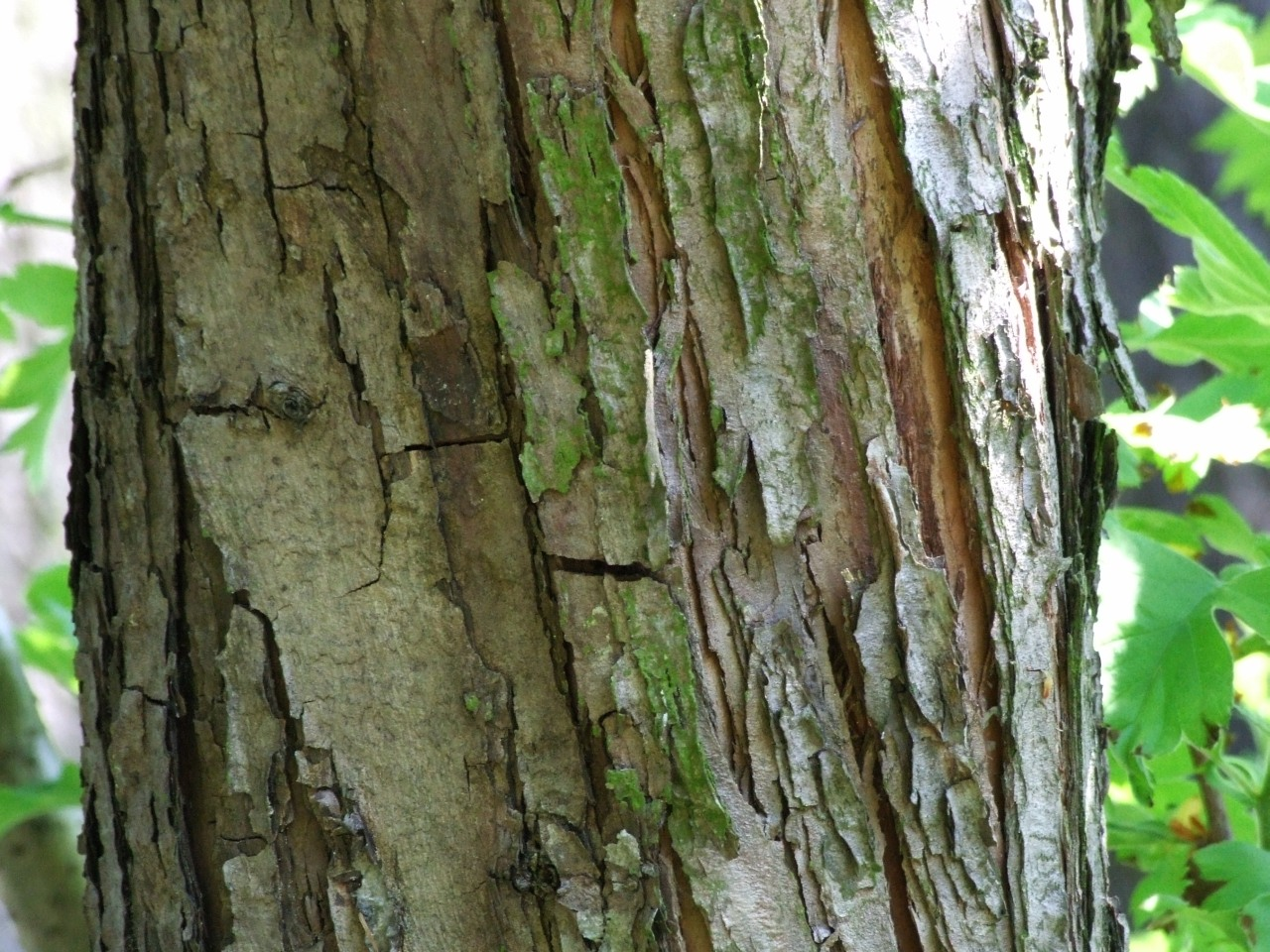
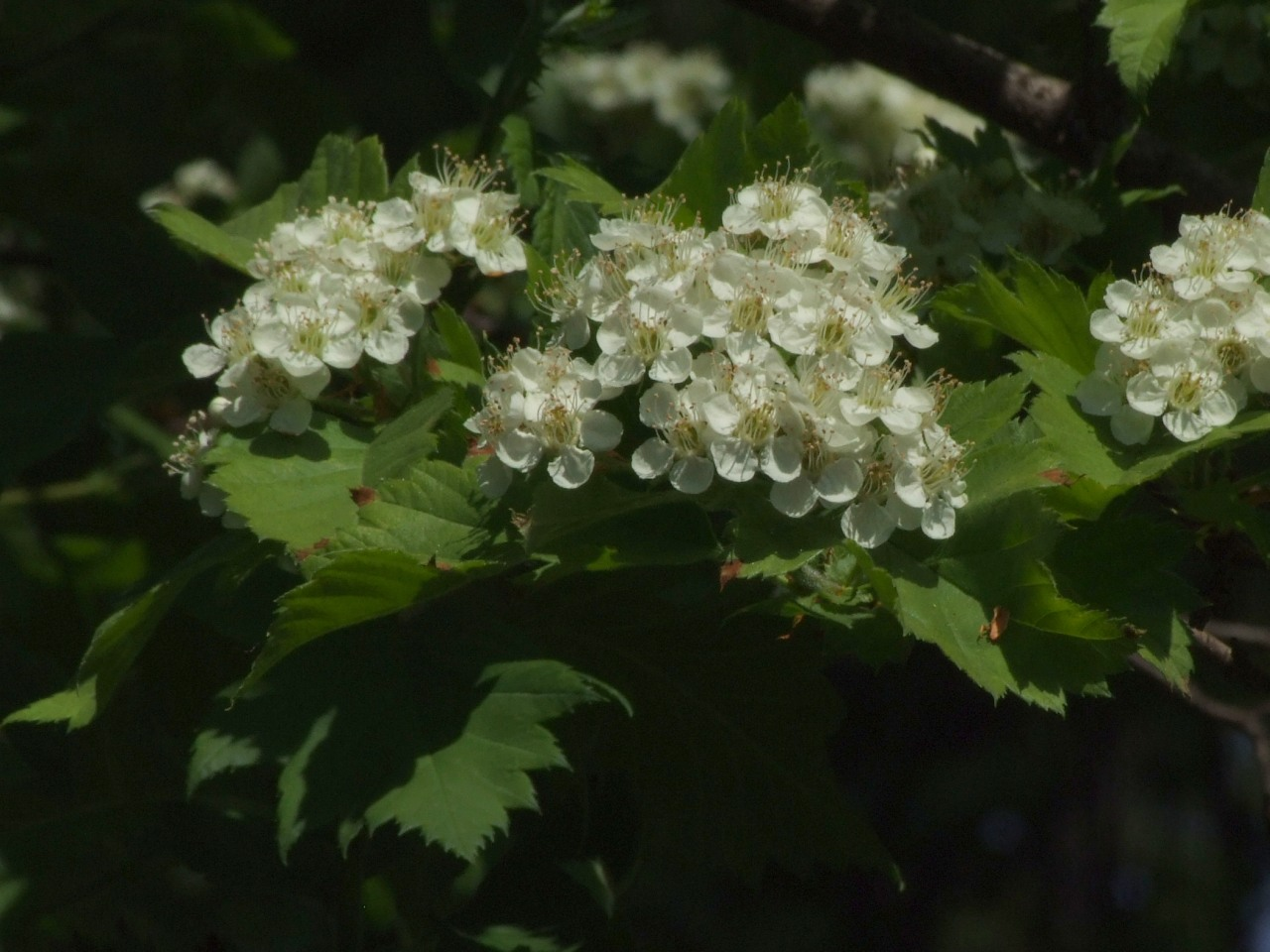